# Palo Alto (Aguascalientes)
Palo Alto – miasto w środkowym Meksyku, w północno-wschodniej części stanu Aguascalientes, siedziba władz gminy El Llano. Miejscowość jest położona na płaskowyżu, w górach Sierra Madre Wschodnia na wysokości 2 027 m n.p.m.. Palo Alto leży około 40 km na wschód od stolicy stanu Aguascalientes. W 2010 roku ludność miasta liczyła 5 399 mieszkańców.
Miasto powstało z hacjendy należącej do Rincon Gallardo, gubernatora Aguascalientes w latach 70. XIX wieku. Tworzy miasto bliźniacze z El Llano. Dekretem gubernatora Agusacalientes w 1992 zostało ustanowione siedzibą gminy El Llano.
W mieście warto zwiedzić zabytkowe budynki hacjendy oraz forty których najstarsza część sięga 1873 roku, a także budynki Las Trojes i stajnie oraz audytorium Palo Alto. Ponadto jest bardzo ładnie prezentuje się neoklasycystyczny kościół z 1921 roku.